# De Mayo Blanca
De Mayo Blanca es el nombre de una variedad cultivar de manzano (Malus domestica). Esta manzana es originaria de Galicia, está cultivada en la colección de árboles frutales y banco de germoplasma de Mabegondo con el Nº 32; ejemplares procedentes de esquejes localizados en San Martiño de Andrade, parroquia del municipio de Puentedeume (La Coruña).

## Sinónimos
- "Manzana De Mayo Blanca",[4][5]
- "Maceira De Mayo Blanca".

## Características
El manzano de la variedad 'De Mayo Blanca' tiene un vigor vigoroso, productivo. Tamaño grande y porte erguido.
Época de inicio de brotación a partir del 5 de abril y de floración a partir de 26 de abril.
Las hojas tienen una longitud del limbo de tamaño medio, con la máxima anchura del limbo media. Longitud de las estípulas es corta y la máxima anchura de las estípulas es desconocido. Denticulación del borde del limbo es ondulado, con la forma del ápice del limbo cuspidado y la forma de la base del limbo es obtuso. Con subestípulas presentes.
Sus flores tienen una longitud de los pétalos media, anchura de los pétalos es media, disposición de los pétalos en contacto entre sí, con una longitud del pedúnculo media.
La variedad de manzana 'De Mayo Blanca' tiene un fruto de tamaño pequeño, de forma plano-globosa, de color amarillo, con chapa lavada, y de intensidad media. Epidermis de textura suave, sin pruina en su superficie, y con presencia de cera débil. Sensibilidad al "russeting" (pardeamiento áspero superficial que presentan algunas variedades) muy poco sensible. Con lenticelas de tamaño grandes.
Los sépalos están dispuestos de parcialmente replegados, y superpuestos en su base; su fosa calicina es poco profunda de una anchura media. Pedúnculo de grosor estrecho y de longitud largo, siendo la cavidad peduncular de una profundidad media y de anchura media. Con pulpa de color crema, de firmeza es intermedia y textura intermedia; su jugosidad es intermedia con sabor de acidez débil, y aromática.
Época de maduración y recolección a partir del 7 de septiembre. 'De Mayo Blanca' es una manzana que su destino es la conservación de esta variedad en el banco de germoplasma de Mabegondo como reserva genética.

## Susceptibilidades
- Oidio: ataque medio
- Moteado: no presenta
- Raíces aéreas: no presenta
- Momificado: no presenta
- Pulgón lanígero: no presenta
- Pulgón verde: ataque medio
- Araña roja: no presenta
- Chancro del manzano: no presenta[3]